# 東大阪徳洲会病院
東大阪徳洲会病院（ひがしおおさかとくしゅうかいびょういん）は、医療法人徳洲会が大阪府東大阪市菱江に設置する病院。

## 診療科
- 内科[1]
- 消化器科[1]
- リハビリテーション科[1]
- 健診科[1]

## 医療機関の指定・認定
（下表の出典）
| 保険医療機関                       | 労災保険指定病院 |
| 生活保護法指定病院                 | 結核指定病院     |
| 原子爆弾被害者一般疾病医療取扱病院 | 公害医療機関     |

## 交通アクセス
- 近鉄けいはんな線「吉田駅」より徒歩約12分[3]